# Georgi Lozanov

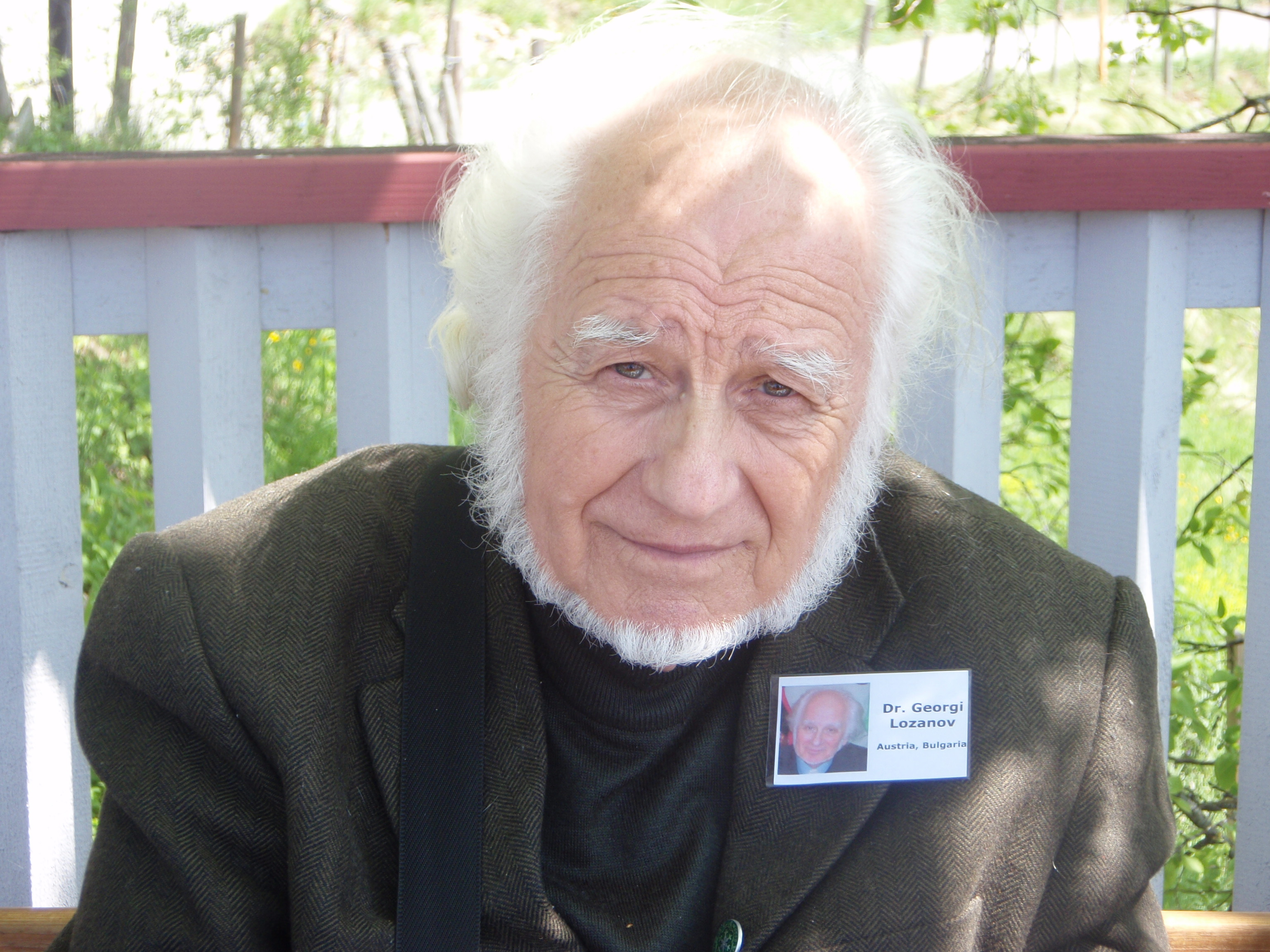
Imagem de Georgi Lozanov, fotografada no ano de 2008 na cidade de Viktorsberg, na Áustria.

Georgi Lozanov (Sófia, 22 de julho de 1926) é um psicólogo, pedagogista e educador búlgaro.

## Biografia
Lozanov ficou internacionalmente conhecido por desenvolver a Suggestopedia, uma teoria de aprendizado e ensino que se baseia nos seus estudos do começo dos anos 60 acerca do poder da sugestão, que mais tarde denominou suggestology ("sugestologia"). A Suggestopedia é um braço da Suggestology, que é a aplicação da sugestão não hipnótica na educação. 
Suas teorias foram examinadas pela UNESCO nos fins dos anos 1970 e foi gerado um relatório oficial com pontos positivos e negativos a serem considerados e corrigidos.
A sugestologia acelerou o movimento do aprendizado no Ocidente, e várias técnicas foram adicionadas a ela, como controle da respiração, a visualização, o biofeedback, entre outras.
Em seu livro mais recente, Suggestopedia / Reservopedia", Lozanov afirma categoricamente que a Suggestopedia não tem ligação com:
- Programação neurolinguística
- Superlearning
- Hipnose
- Exercícios de respiração
- Ondas alfa do cérebro
- Pílulas ou remédios
- Música barroca, entre outras. (Lozanov, 2005, pg. 196 e 197)